# Atentado terrorista do Café Moment

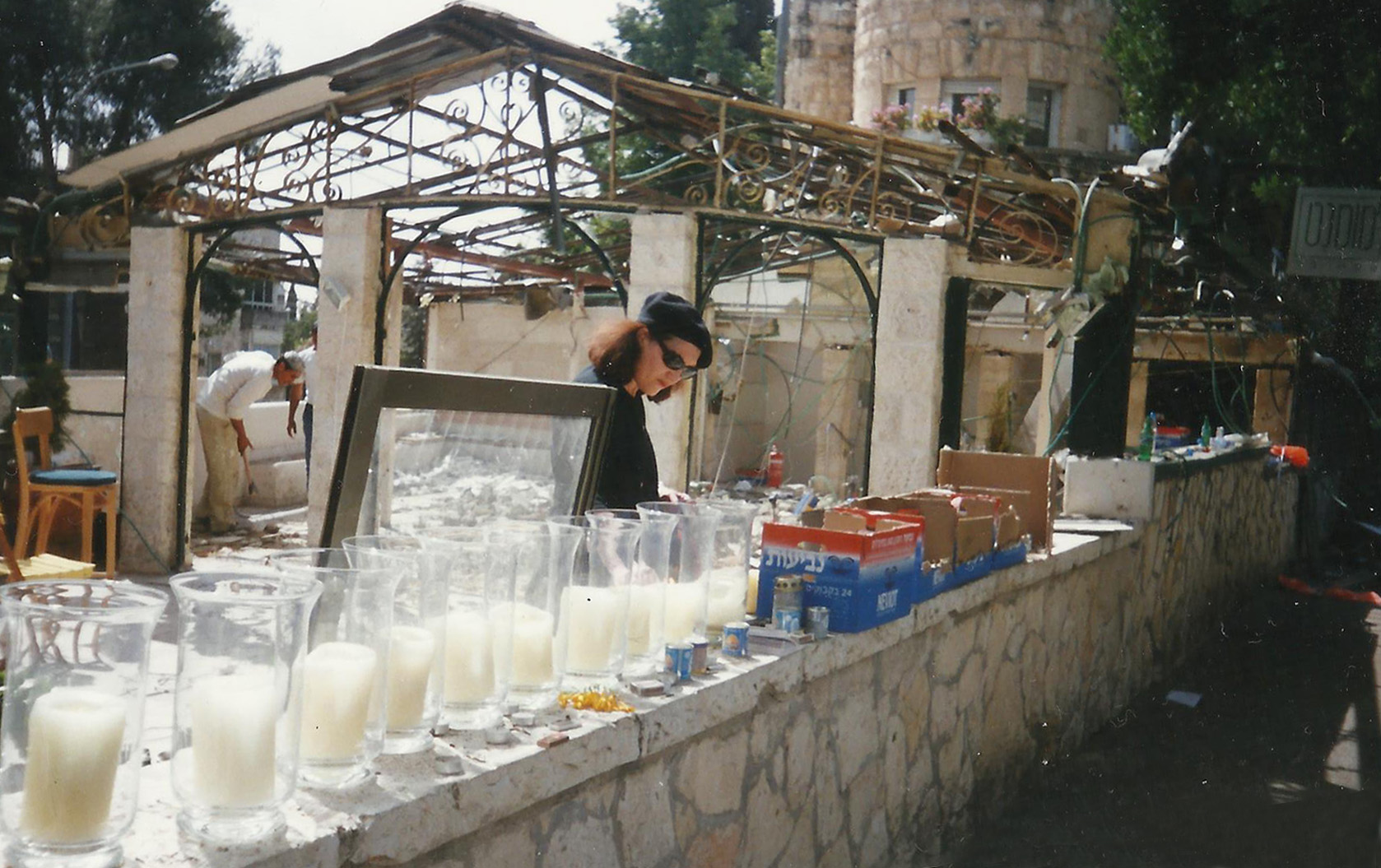
O café após o atentado

O atentado terrorista do Café Moment ocorreu em Jerusalém em 9 de Março de 2002 às 22:30 da noite. Um terrorista suicida palestino do Hamas entrou no "Café Moment", reduto popular entre israelenses liberais, na esquina das ruas Aza e Ben-Maimon, localizadas a uma distancia de 100 metros da residência oficial dos primeiros-ministros de Israel, e detonou uma potente carga explosiva que arrasou o restaurante. 11 pessoas morreram e 54 foram feridos, 10 em estado grave. O Hamas alegou responsabilidade pelo atentado.